# 카르나로 이탈리아인 섭정국
카르나로 이탈리아인 섭정국(이탈리아어: Reggenza Italiana del Carnaro) 1919년에서 1920년 사이에 가브리엘레 단눈치오가 이끄는 '피우메'(현 크로아티아 리예카)의 자칭 국가였다.

## 같이 보기
- 파시즘 교리
- 가브리엘레 단눈치오
- 피우메의 주지사 및 국가원수 목록
- 피우메의 우표와 우편 역사
- 피우메 자유국
- 이탈리아의 일류주의
- 이탈리아의 민족주의
- 피에트로 미켈레티
- 리예카
- 리소르지멘토

## 참고 문헌
- Reill, Dominique Kirchner. The Fiume Crisis: Life in the Wake of the Habsburg Empire (2020) online review[깨진 링크]